# Antonija Svetek
Antonija Svetek, slovenska gledališka igralka in pevka, * 7. junij 1850, Postojna, † 15. januar 1924, Ljubljana.

## Življenje in delo
Rodila se je v družini postojnskega gostilničarja Matevža Rosse. Na odrskih deskah je prvič nastopila v ljubljanskem Dramatičnem društvu decembra 1871 v burki Doktor in postrešček (priredba Jakob Alešovec, režija Josip Nolli). Pela in igrala je še na drugih uprizoritvah istega društva in ljubljanske čitalnice. Odlikoval jo je lep sopran in kultiviran nastop. Na pobudo skladatelja Antona Foersterja je 27. aprila 1872 pela naslovno sopransko vlogo Minke v prvi uprizoritvi njegovega  Gorenjskega slavčka.  Antonija Svetek je s svojim delovanjem pripomogla, da se je dvignila pevska in igralska raven tedanjih gledaliških predstav. Po poroki ni več sodelovala gledališču.